# NGC 5284
NGC 5284 — рассеянное скопление в созвездии Центавр.
Этот объект входит в число перечисленных в оригинальной редакции «Нового общего каталога».